# Jezioro Nidzkie
Der Jezioro Nidzkie (deutsch Niedersee) ist ein See mit etwa 18 km² Fläche der Masurischen Seenplatte.
Der See befindet sich in der Johannisburger Heide und ist größtenteils mit Wald und Forsten gesäumt. Durch seine Naturbelassenheit, als auch seine wassertechnische Anbindung an die Seenplatte ist er bei Wassersportlern sehr beliebt.